# Kolé séré
Singles par Jocelyne Béroard
Siwo
(1987) Milans
(1991)
Singles par Philippe Lavil
Elle tricote des pulls pour personne
(1986) Tanguer Latino
(1988)
Kolé séré est une chanson enregistrée par Kassav' en 1986 et parue sur le premier album solo de Jocelyne Béroard, Siwo la même année. Elle est reprise l'année suivante par la chanteuse en duo avec le chanteur Philippe Lavil, et sort en juin 1987. Cette version connaît le succès en France notamment, se classant à la quatrième place.

## Contexte
Écrite par Jocelyne Béroard sur une musique de Jean-Claude Naimro, Kolé séré est enregistrée pour la première fois en 1986 par le groupe de zouk Kassav', le groupe dont Béroard et Naimro font partie. Philippe Lavil, appréciant la chanson, propose à Jocelyne Béroard de la réenregistrer en duo, ce qu'elle a accepté à condition de ne chanter qu'en créole. Kolé séré est alors chantée dans les deux langues parlées en Martinique (créole martiniquais pour Béroard, français pour Lavil), tandis que le refrain est chanté par les deux chanteurs en créole. La structure de la chanson originale est retravaillée pour alterner couplets et refrains. Par la suite, Philippe Lavil estime que le retour à ses racines martiniquaises avec la chanson a été « sa plus grande aventure musicale ».

## Thème et clip vidéo
Les paroles traitent d'un couple qui se retrouve par téléphone après une longue période de séparation. Le clip vidéo inverse les rôles des deux anciens amants : Lavil est sous le soleil des Antilles, entouré de palmiers et de la mer, tandis que Béroard chante dans les rues de Paris sous la pluie avec l'Arc de Triomphe visible en arrière-plan.

## Accueil commercial
Kolé séré est entré à la 48e place du Top 50 du 27 juin 1987, réalise la plus grande progression du classement lors de sa quatrième semaine avançant de 23 places et atteint la 4e place lors de sa neuvième semaine. Le single est resté 13 semaines parmi les dix premières places et 24 semaines au total dans le Top 50. Il est certifié disque d'argent par le Syndicat national de l'édition phonographique. Dans le classement European Hot 100 Singles, il débute à la 54e place le 1er août 1988, atteignant la 24e position au cours de sa cinquième semaine, avant de sortir du classement après 19 semaines de présence.

## Liste des pistes
| A. | Kolé séré                         | 3:55 |
| B. | Fragile Sara (par Philippe Lavil) | 4:00 |

| A.  | Kolé séré (Remix)                 | 5:22 |
| B1. | Fragile Sara (par Philippe Lavil) | 4:00 |
| B2. | Fragile Sara (version radio)      | 3:55 |

## Crédits
- Philippe Lavil – chant, réalisation artistique
- Jocelyne Béroard – chant, paroles
- Jean-Claude Naimro – musique
- Claude Samard – arrangements, réalisation artistique
- Bob Socquet – réalisation artistique
- Jeff Manzetti – photographie
- Claude Caudron – pochette

Crédits adaptés des notes du 45 tours.

## Classements et certifications
| Classement (1987)             | Meilleure position |
| ----------------------------- | ------------------ |
| Europe (European Top 100)     | 24                 |
| France (SNEP)                 | 4                  |
| Québec (Palmarès francophone) | 6                  |

| Classement (1987)         | Position |
| ------------------------- | -------- |
| Europe (European Hot 100) | 72       |
| France (SNEP)             | 24       |

### Certification
| Pays                                                             | Certification | Ventes certifiées |
| ---------------------------------------------------------------- | ------------- | ----------------- |
| France (SNEP)                                                    | Argent        | 250 000*          |
| *Ventes selon la certification xNon précisé par la certification |               |                   |

## Historique de sortie
| Pays   | Date | Format        | Label |
| ------ | ---- | ------------- | ----- |
| France | 1987 | 45 tours      | RCA   |
| France | 1987 | maxi 45 tours | RCA   |
| Canada | 1987 | 45 tours      | RCA   |